# Чопице
Чопице су насељено мјесто у Босни и Херцеговини у општини Равно које административно припада Федерацији Босне и Херцеговине. Према попису становништва из 1991. у насељу је живјело 58 становника.

## Становништво
| Националност       | 1991. | 1981. | 1971. | 1961. |
| Срби               | 58    | 98    | 163   | 202   |
| Југословени        |       | 3     |       |       |
| остали и непознато |       |       |       |       |
| Укупно             | 58    | 101   | 163   | 202   |

| Демографија | Демографија | Демографија |
| Година      | Становника  | Становника  |
| ----------- | ----------- | ----------- |
| 1961.       | 202         |             |
| 1971.       | 163         |             |
| 1981.       | 101         |             |
| 1991.       | 58          |             |